# Carl von Linde
Carl Paul Gottfrid (von) Linde, född 11 juni 1842 i Berndorf, Kungariket Bayern, död 16 november 1934 i München, var en tysk ingenjör, affärsman och uppfinnare, som 1868-1879 och från 1892 var professor vid Tekniska högskolan i München. Han uppfann en kylmaskin samt (1895) en maskin för gasförvätskning i industriell skala, vilket ledde till det första pålitliga och effektiva komprimerade ammoniakkylskåpet 1876. Dessa genombrott lade grunden för Nobelpriset i fysik 1913 som tilldelades Heike Kamerlingh Onnes.
Linde var också grundare av det som nu kallas Linde AG, världens största industrigasföretag, och inledde skapandet av leveranskedjan för industrigaser som en lönsam verksamhetslinje. Han adlades 1897 som Ritter von Linde.

## Biografi
Linde var son till en tyskfödd präst och en svensk mor och förväntades följa i sin fars fotspår men tog en helt annan inriktning. Hans familj flyttade till München 1854 och åtta år senare började han en ingenjörsutbildning vid Swiss Federal Institute of Technology i Zürich, Schweiz, där han som lärare hade Rudolf Clausius, Gustav Zeuner och Franz Reuleaux.
År 1864 utvisades han innan han tog examen för att ha deltagit i en studentprotest, men Reuleaux hittade en plats för honom som lärling vid Kottern bomullsspinnande fabrik i Kempten. Linde stannade bara en kort tid innan han flyttade först till Borsig i Berlin och sedan till Krauss nya lokomotivfabrik i München, där han arbetade som chef för den tekniska avdelningen. Linde gifte sig med Helene Grimm i september 1866 och de fick sex barn.
Från omkring 1910 började Linde överföra ansvaret för företagets verksamhet till sina söner Friedrich och Richard och till sin svärson Rudolf Wucherer. Han fortsatte med styrelse och rådgivande uppgifter fram till sin död i München i november 1934 vid 92 års ålder.

## Karriär och vetenskapligt arbete
År 1868 fick Linde reda på en ny universitetsöppning i München (Technische Hochschule) och sökte omedelbart plats som föreläsare. Han accepterades för tjänsten och utnämndes till professor i maskinteknik 1872 och startade ett ingenjörslabb där bland andra Rudolf Diesel studerade.
År 1870 och 1871 publicerade Linde artiklar i Bayerska Industri- och handelstidningen som beskrev hans forskningsresultat inom kylområdet. Lindes första kylanläggningar var kommersiellt framgångsrika och utvecklingen började ta allt större tid. År 1879 gav han upp sin professur och grundade Gesellschaft für Lindes Eismaschinen Aktiengesellschaft, numera Linde plc, i Wiesbaden, Tyskland. Efter en långsam start i en svår tysk ekonomi tog affärerna fart snabbt på 1880-talet. Den effektiva nya kyltekniken gav bryggerierna stora fördelar och 1890 hade Linde sålt 747 maskiner. Förutom bryggerierna hittades andra användningsområden för den nya tekniken i slakterier och kylanläggningar över hela Europa.
År 1888 flyttade Linde tillbaka till München där han tillträdde sin professur igen men var snart tillbaka på kylföretaget och utvecklade nya kylcykler. År 1892 drev en order från Guinness bryggeri i Dublin av en koldioxidförvätskningsanläggning på Lindes forskning inom området kylning med låg temperatur, och 1894 började han arbeta med en process för kondensering av luft. År 1895 nådde Linde framgång, och ansökte om patentskydd av sin process (inte godkänd i USA förrän 1903). År 1901 började han arbeta med en teknik för att erhålla rent syre och kväve baserat på fraktionerad destillation av flytande luft. År 1910 hade partners däribland Carls son Friedrich utvecklat Linde dubbel-kolonn-processen, av vilken varianter än idag är i allmänt bruk.
Efter ett decennium drog sig Linde tillbaka från chefskapet för att koncentrera sig på forskning, och 1895 lyckades han kondensera luft genom att först komprimera den och sedan låta den expandera snabbt och därmed kyla den. Han fick sedan syre och kväve från den flytande luften genom långsam uppvärmning. I början av syreproduktionen var den överlägset största användningen för gasen oxyacetylenbrännaren, som uppfanns i Frankrike 1903, som revolutionerade metallskärning och svetsning i byggandet av fartyg, skyskrapor och andra järn- och stålkonstruktioner.
År 1906 förhandlade Linde till sig en andel i Brins Oxygen Company, omdöpt till BOC Group, i utbyte mot rättigheter till Lindes patent i Storbritannien och andra länder, och innehade en styrelseplats i bolaget fram till 1914. Linde bildade också Linde Air Products Company i USA 1907, ett företag som passerade genom USA:s regerings kontroll till Union Carbide på 1940-talet och vidare för att bilda Praxair. År 2005 köpte Linde plc BOC Group, och 2019 gick Linde plc samman med Praxair och kombinerade därmed alla tre företag som grundades av Linde.

### Patent
För sina uppfinningar inom områdena kylteknik, gasförvätskning,  gasdestillation och kryoteknik  erhöll Linde följande patent: 
- CH10704 – 31 January 1896 – Gasverflüssigungs-maschine (Machine for the liquefaction of gas) (in German) – Switzerland
- GB189512528 – 16 May 1896 – Process and Apparatus for Liquefying Gases or Gaseous Mixtures, and for Producing Cold, more particularly applicable for Separating Oxygen from Atmospheric Air – UK
- US727,650 – 12 May 1903 –  Linde oxygen process – US
- US728,173 – 12 May 1903 – Equipment for Linde oxygen process – US
- US795,525 – 25 July 1905 – Equipment for Linde oxygen and nitrogen process – US

## Utmärkelser och hedersbetygelser
- Grashof-Denkmünze,  1897
- Bayerska kronorden,  1897
- Maximiliansorden för konst och vetenskap,  1907
- Elliott Cresson-medaljen,  1914[7]
- Werner von Siemens Ring,  1916
- Wilhelm Exner-medaljen,  1922[8]
- Hedersdoktor vid Göttingens universitet
- Hedersdoktor vid Technische Universität Dresden
- Hedersdoktor vid Technische Universität Wien
- Pour le Mérite för vetenskap och konst

[Redigera Wikidata]